# پلین (تگزاس)
پلین، تگزاس (به انگلیسی: Plains, Texas) یک منطقهٔ مسکونی در ایالات متحده آمریکا است که در شهرستان یکوم، تگزاس واقع شده‌است.

## خصوصیات
پلین ۲٫۶ کیلومترمربع مساحت و ۱٬۴۵۰ نفر جمعیت دارد و ۱٬۱۱۰ متر بالاتر از سطح دریا واقع شده‌است.